# Steve Shelley
Steve Shelley (* 23. června 1963, Minland, Michigan, USA) je americký bubeník, známý díky svému působení v rockové kapele Sonic Youth. Nejdříve hrál v několika málo Michiganských kapelách, než definitivně zakotvil v Sonic Youth, kde nahradil dosavadního bubeníka skupiny Boba Berta. V roce 1993 založil malé nezávislé hudební vydavatelství Smells Like Records. Po rozpadu Sonic Youth vystupoval ve skupině kytaristy této skupiny Lee Ranalda nazvané The Dust a následně hrál s dalším členem této skupiny, Thurstonem Moorem, s nímž nahrál album The Best Day. V roce 1989 hrál spolu s dalšími členy Sonic Youth na albu Life in Exile After Abdication hudebnice Maureen Tuckerové. Během své kariéry spolupracoval s mnoha dalšími hudebníky, mezi které patří například Israel Nash Gripka, Sun Kil Moon, Samara Lubelski a Cat Power.